# Klåstadskeppet

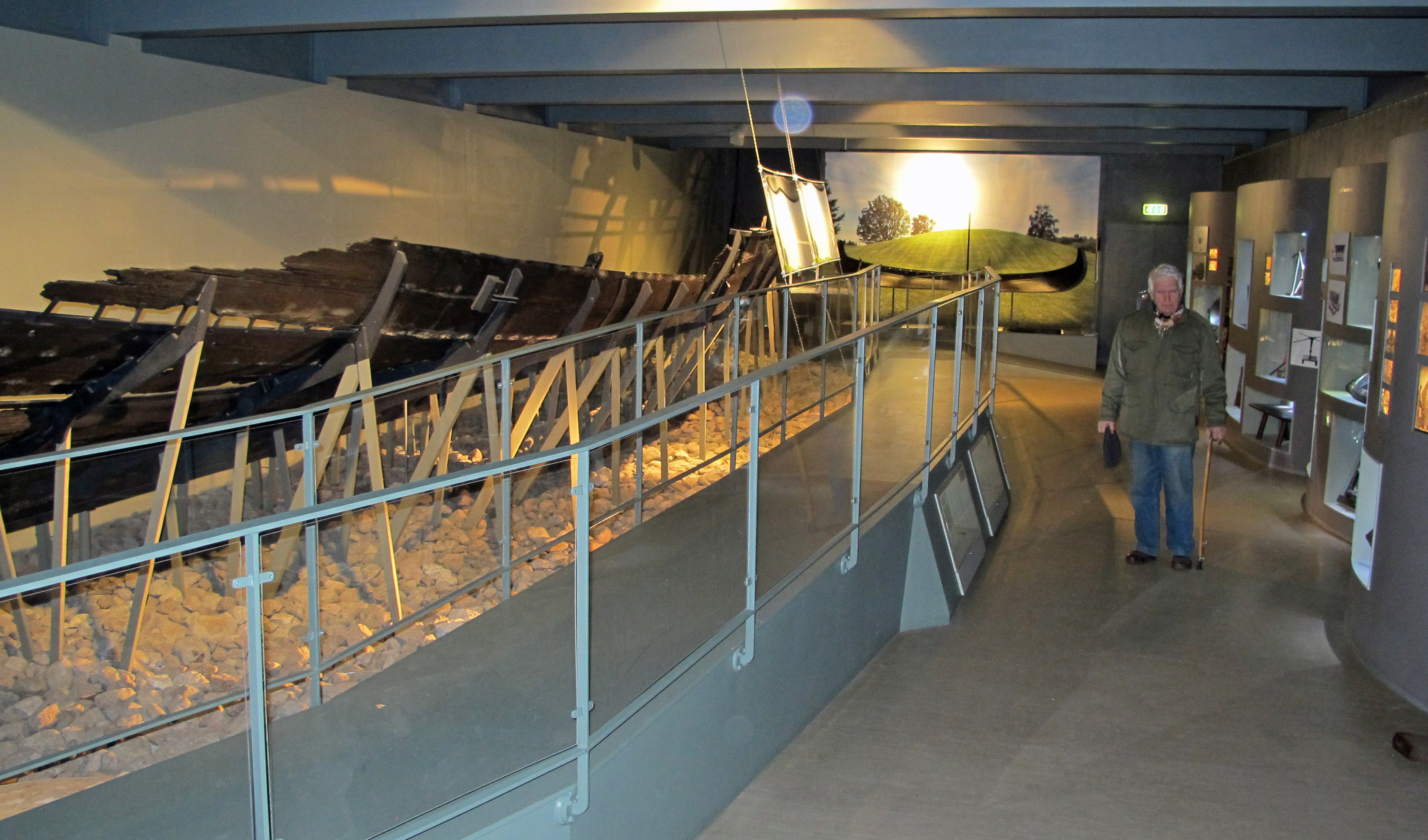
Klåstadskeppet utställt på Slottsfjellsmuseet.

Klåstadskeppet är ett av fyra vikingatida skeppsvrak som hittats i Norge.
Vraket har daterats till 990-talet.

## Upptäckten
Klåstadskeppet hittades under marken redan år 1893 längst in i Viksfjorden, ganska nära resterna efter Skiringssal. Eftersom vraket inte bedömdes komma från en grav ansågs det inte vara lika intressant som det då nyligen funna Gokstadsskeppet, och det dröjde ända till år 1970 förrän en utgrävning genomfördes. Eftersom träresterna var väldigt fuktiga och sköra fick man spruta fram vrakdelar med tunna vattenstrålar, då spadar hade skadat vraket för mycket.

## Vrakets utseende
Klåstadskeppet var med sina ca 22 meter ett ganska litet lastfartyg. Hennes lastkapacitet var cirka 13 ton. Hon var en knarr.
Idag återstår 16,25 meter av kölen samt hälften av babord sida med en total längd på 20-22 meter. De bevarade resterna har en bredd på 4.5 meter. Klåstadskeppet byggdes av ektimmer men hade övre bordgång av furu och toppspanten av bok. Tre årtullar återstod.
Ombord på Klåstadskeppet hittades resterna efter den last hon medförde när hon sjönk - 40 oanvända brynstenar. Dessa brynstenar kom från ett brynstensbrott i Eidsborg. Det är möjligt att dessa brynstenar skulle exporteras till södra Europa.

## Anledning till förlisningen
Av Norges fyra kända vikingatida skepp är Klåstadskeppet det enda som inte nedlagts i jorden som en begravning. Man tror istället att hon, med en last av brynstenar, färdades i Viksfjorden när hon förliste och i sjunkande tillstånd drev in till platsen där vraket sedan hittades. Fyndplatsen låg på f.d . havsbotten, men när vraket hittades låg det ett stycke upp på land på grund av att marken höjt sig med två meter.
Bara hälften av vraket återstår. Förmodligen drev vraket iland i en storm och lade sig på sida i grunt vatten, varvid lokala bönder bröt upp hela styrbordsidan för att använda virket.

## Klåstadskeppet idag
De bevarade resterna av Klåstadskeppet finns utställt på Slottsfjellsmuseet i Tønsberg.
Platsen där Klåstadskeppet hittades ligger idag vid sidan av en asfalterad bilväg. Ingen markering finns på fyndplatsen.